# Misforståede sangtekster
Misforståede sangtekster også kaldet Mondegreen refererer til misforståelse af et tekststykke, som skaber en ny mening.
The Police har 2 sangtekster på top 10 over misforståede sange.
- Deres Message In A Bottle – "a year has passed since I wrote my note" – bliver ofte misforstået som: "a year has passed since I broke my nose".
- I en anden Police sang , When The World Is Running Down hedder det: "you make the best of what's still around", hvilket misforståes til : "you make the best homemade stew around".
- En linje fra Bee Gees' sang Stayin' Alive – "it's alright, it's okay, you may look the other way" – opfattes af mange som: "it's alright, it's okay, you make love the other way".

The Beatles er også på top 10 med Lucy in the Sky With Diamonds:
- Linjen: "the girl with kaleidoscope eyes" misforstås som: "the girl with colitis goes by". (Engelsk:colitis ~betændelse i tarmen.)

- Queen's "scaramouche, scaramouche, will you do the Fandango?" fra Bohemian Rhapsody, fejl-høres som "will you do the banned tango?"

- Oasis' sang Wonderwall er også på top 10 med "you're gonna be the one that saves me" som bliver til: "you're gonna be the one at Sainsbury's".

Og Kate Bush's Wuthering Heights kryber akkurat ind som nummer 10:
- Den originale tekstlinie er: "Heathcliff, it's me, Cathy and I've come home, oh, so cold, let me in your window."

Men den misforstås som: "Heathcliff, it's me, I'm a tree, I'm a wombat. Oh, so cold at the end of your winter." 

## Eksterne links
- Stockholms Citys artikel om Mondegreen (Webside ikke længere tilgængelig)

| Humor | Spire Denne artikel om humor og underholdning er en spire som bør udbygges. Du er velkommen til at hjælpe Wikipedia ved at udvide den. |